# Tomasz Konieczny

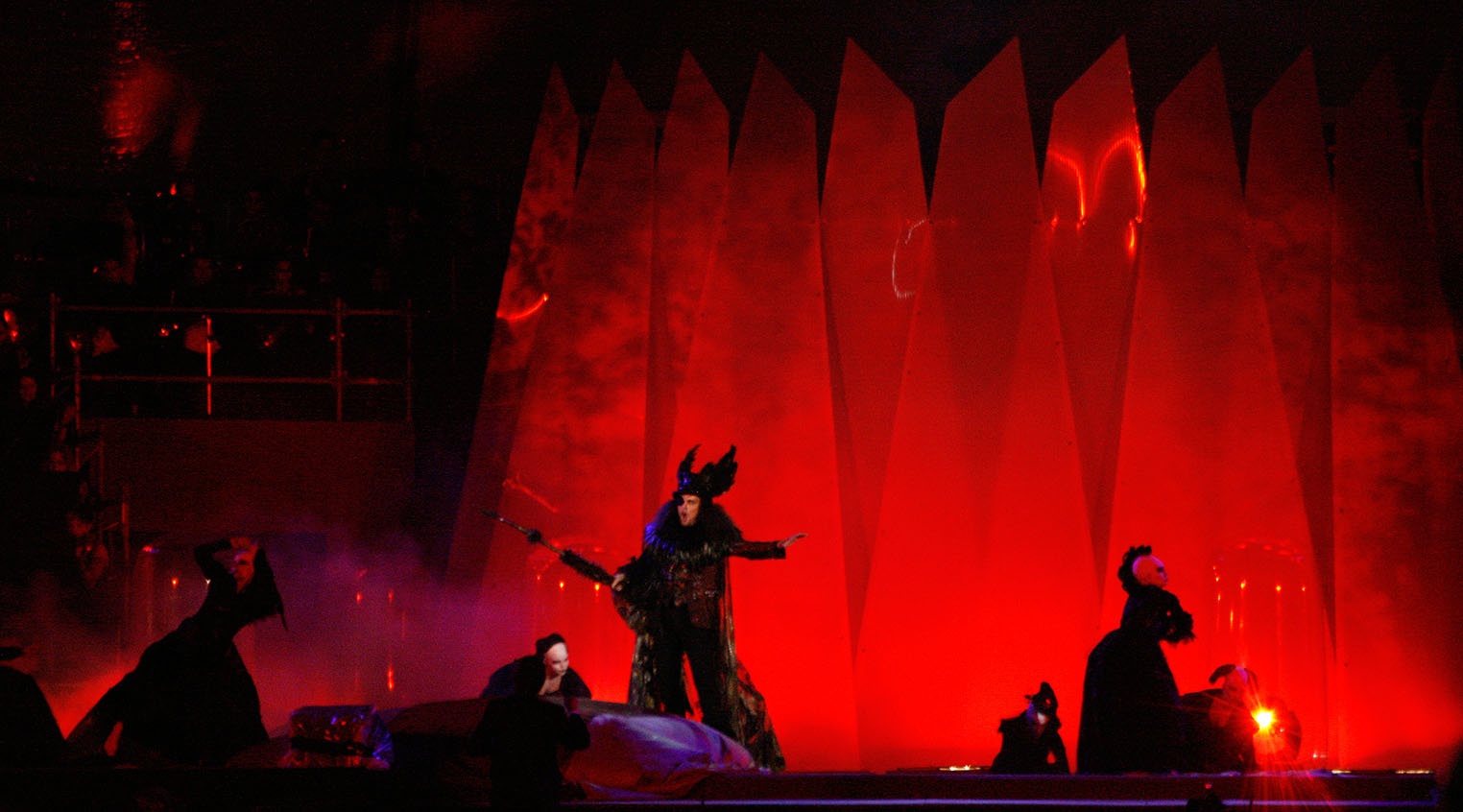
Tomasz Konieczny, Eröffnung des Life Ball 2010

Tomasz Konieczny (* 10. Januar 1972 in Łódź) ist ein polnischer Opernsänger (Bass/Bassbariton) und Schauspieler.

## Leben
An der Filmakademie Łódź studierte er zunächst Schauspiel, um anschließend in Warschau an der Fryderyk-Chopin-Akademie ein Gesangsstudium aufzunehmen, das er dann an der Hochschule für Musik Carl Maria von Weber Dresden in der Klasse von Prof. Christian Elßner fortsetzte. Als Schauspieler war er in dem Film Ring mit dem Adler in der Krone von Andrzej Wajda zu sehen. Es folgten weitere Auftritte als Schauspieler, unter anderem als Tristan in einer Fernsehproduktion von Tristan und Isolde unter der Regie von Krystyna Janda.
Als Sänger war Konieczny 1997 Stipendiat des Kulturministers der Republik Polen, der Alfred-Toepfer-Stiftung 1998–2000 und 1999 der Stiftung für Kunst und Kultur der Sparkasse Dresden. Beim 33. Internationalen Dvořák-Gesangswettbewerb 1998 in Karlsbad wurde ihm der 2. Preis verliehen. Sein Debüt als Sänger erfolgte 1997 an der Oper Posen mit der Partie des Figaro in Mozarts Le nozze di Figaro. Zwei Jahre später debütierte er in Deutschland als Kezal in Smetanas Die verkaufte Braut als Gastsänger an der Oper Leipzig, wo er in der Spielzeit 1999/2000 im Festengagement den Monterone in Rigoletto von Verdi, den Redakteur in Die Nase und wiederum den Kezal sang.
Mit der Spielzeit 2000/01 wechselte er als Bass an das Theater Lübeck. Seine Partien waren u. a. Procida in der Sizilianischen Vesper, Pandolfe in Cendrillon von Massenet, Orest in Elektra und Ramphis in Aida. Während dieser Zeit wurde er als Gast an das Theater St. Gallen als Procida, an die Oper Halle als Sarastro, an das Theater Chemnitz als Pandolfe und an das Nationaltheater Mannheim als Colline verpflichtet.
Ab der Spielzeit 2002/03 war Konieczny festes Ensemblemitglied des Nationaltheaters Mannheim, wo ihm als Auszeichnung für besonders talentierte Nachwuchskünstler 2004 der Arnold-Petersen-Preis verliehen wurde. Seine Partien in Mannheim waren Orest in Elektra, Pimen in Boris Godunow, König Marke in Tristan und Isolde, Sarastro in Die Zauberflöte, Amfortas in Parsifal, Wotan in Das Rheingold und Die Walküre, Pizarro in Fidelio, Großinquisitor in Don Carlos, Melitone in La forza del destino und Johanaan in Salome. Der größte Teil davon war unter der Leitung von Ádám Fischer.
Im Februar 2005 erfolgte sein Debüt am Staatstheater Stuttgart als Sarastro und im Juni 2005 als König Vladislav in Smetanas Dalibor am Staatstheater Saarbrücken, im März 2006 debütierte er an der Staatsoper Prag als Procida in Verdis I Vespri Siciliani, im Juni 2006 als Amfortas in Parsifal bei den  Budapester Wagner Tagen unter Leitung von Ádám Fischer, im August 2006 debütierte er in Bachs Matthäuspassion, mit Arien in São Paulo und Rio de Janeiro unter Leitung von Kent Nagano, im März 2007 erfolgte sein Debüt als König Heinrich in Lohengrin in Tokio mit dem New Japan Philharmonic unter Leitung von Christian Arming.
Ab der Spielzeit 2005/06 verpflichtete ihn die Deutsche Oper am Rhein in Düsseldorf zunächst als Wotan in Rheingold unter Leitung von Hans Wallat, Osmin in Die Entführung aus dem Serail, Melitone in La forza del destino unter Leitung von John Fiore und ab der Spielzeit 2006/2007 als festes Ensemblemitglied. Seine Partien waren Bottom (Zettel) in Sommernachtstraum und Kurwenal in Tristan und Isolde, Goloaud in Pelléas et Mélisande, Selim in Il turco in Italia und Amfortas in Parsifal. Im Juni 2007 sang Konieczny wieder bei den Budapester Wagner Tagen den Wotan in Walküre unter Leitung von Ádám Fischer. Im Januar 2008 erfolgte sein Debüt an der Semperoper Dresden als Alberich unter Leitung von Peter Schneider.
Am 27. April 2008 erfolgte sein Debüt als Alberich in der Neuproduktion von Wagners Der Ring des Nibelungen unter der Leitung von Franz Welser-Möst an der Staatsoper Wien. Ebenfalls unter dem Dirigat von Welser-Möst gab er im Oktober 2013 an der Wiener Staatsoper den Sheriff Jack Rance in La fanciulla del West, wo er zuvor bereits als Mandryka in Richard Strauss’ Arabella die Aufmerksamkeit des Publikums erregte.
2012 debütierte er bei den Salzburger Festspielen  – als Stolzius in Zimmermanns Soldaten unter Ingo Metzmacher, in der epochalen Regie von Alvis Hermanis. 2014 kehrte er als Commendatore im Don Giovanni nach Salzburg zurück.
2018 debütierte Konieczny bei den Bayreuther Festspielen als Friedrich von Telramund im Lohengrin unter Christian Thielemann.
2019 erfolgte das Debüt an der Metropolitan Opera New York als Alberich (Dirigat Philippe Jordan).
2024 und 2025 gibt er bei den Bayreuther Festspielen den Wanderer, also Wotan, im Siegfried.

## Repertoire (Auswahl weiterer Rollen)
- Narbal in Les Troyens von Hector Berlioz
- Escamillo und Zuniga in Carmen von Georges Bizet
- Dulcamara in L’elisir d’amore von Gaetano Donizetti
- Montano in Otello von Giuseppe Verdi
- Daland in Der fliegende Holländer von Richard Wagner
- Wotan in Der Ring des Nibelungen von Richard Wagner
- Cardillac in cardillac von Paul Hindemith

## Auszeichnungen
- 2019: Verleihung des Berufstitels Österreichischer Kammersänger[3]